# ディアブロ・コーディ
ディアブロ・コーディ（Diablo Cody、1978年6月14日 - ）は、アメリカ合衆国の脚本家・ブロガー・元ストリッパー。

## 来歴
本名はBrook Busey-Hunt。在学中から地元のラジオ局でDJをはじめる。卒業後には法律事務所や広告会社で働く。
2004年にはネットで知り合った男性と結婚するためにミネアポリスに移るが、2007年には離婚している。
ミネアポリスにいる間、コーディは思いつきでストリップ・クラブで舞台に上がるようになる。コーディはストリッパーという仕事が気に入り、それまでの仕事をやめてプロとして身を立てるようになる。また、アダルト・ショップでのぞき見ショーにも出演。一時期ストリップをやめてテレフォン・セックスのオペレーターとして働くが、後にストリップに戻る。しかし次第にジャーナリズムや執筆活動に興味を抱くようになる。
コーディはミネアポリスの新聞や雑誌に記事を寄せるようになる。また、自身のブログ The Pussy Ranch をはじめるが、それを読んだプロデューサーのメイソン・ノヴィックが彼女の才能に目を留め、彼女のマネージャーとなる。
コーディはノヴィックの助けを得て24歳のときに自伝 "Candy Girl: A Year in The Life of an Unlikely Stripper" を執筆。その後すぐに1本の映画脚本を書き上げ、2007年に『JUNO/ジュノ』の題名で映画化された。この作品はヒットし、彼女にとって初めての作品ではあったが、2007年度のアカデミー賞にてアカデミー脚本賞を受賞した。
2008年撮影開始の『ユナイテッド・ステイツ・オブ・タラ』のパイロット版（スティーヴン・スピルバーグ製作総指揮）の脚本を手がけた。また、2009年製作の『ジェニファーズ・ボディ』の脚本も書いている。この作品は、何かに憑り付かれたチアリーダーが、男子生徒を次々と殺害するというストーリーである。

## 主な作品

### 映画
- JUNO/ジュノ Juno (2007) 脚本
- ジェニファーズ・ボディ Jennifer's Body (2009) 脚本・製作総指揮
- ヤング≒アダルト Young Adult (2011) 脚本・製作
- 死霊のはらわた Evil Dead (2013) 脚本
- 幸せをつかむ歌 Ricki and the Flash (2015) 脚本
- タリーと私の秘密の時間 Tully (2018) 脚本・製作
- Lisa Frankenstein (2024) 脚本・製作

### テレビドラマ
- ユナイテッド・ステイツ・オブ・タラ United States of Tara (2009-2010) 企画・製作・脚本
- ワン・ミシシッピ ～ママの生きた道、ワタシの生きる道～ One Mississippi (2015-2017) 企画・製作総指揮・脚本

## 参照
1. ↑  Scott, Megan (2006年3月10日). “Unlikely pole dancer tells strippers' story”. Orange County Register.  オリジナルの2008年1月16日時点におけるアーカイブ。 2008年1月30日閲覧。
2. ↑  “Diablo Cody, lap dancer turned ace screenwriter”. Times Online. (2008年1月20日) 2008年4月15日閲覧。
3. ↑  Covert, Colin (2007年12月7日). “Interview: Diablo Cody: Dancing as fast as she can”. Minneapolis Star Tribune.  オリジナルの2008年2月9日時点におけるアーカイブ。 2008年1月30日閲覧。
4. ↑  https://www.imdb.com/title/tt1131734/